# Truganinia
Truganinia is een geslacht van rechtvleugeligen uit de familie veldsprinkhanen (Acrididae). De wetenschappelijke naam van dit geslacht is voor het eerst geldig gepubliceerd in 1991 door Key.

## Soorten
Het geslacht Truganinia  is monotypisch en omvat slechts de volgende soort:
- Truganinia bauerae (Key, 1991)